# 692. grenadirski polk (Wehrmacht)
692. grenadirski polk (izvirno nemško 692. Grenadier-Regiment; kratica 692. GR) je bil pehotni polk Heera v času druge svetovne vojne.

## Zgodovina
Polk je bil ustanovljen 15. oktobra 1942 in dodeljen 339. pehotni diviziji. Razpuščen je bil 2. novembra 1943.